# Nazionale maschile universitaria di football americano della Corea del Sud
La nazionale di football americano universitaria della Corea del Sud è la selezione maschile di football americano  che rappresenta la Corea del Sud nelle varie competizioni ufficiali o amichevoli riservate a squadre nazionali universitarie.

## Risultati
Legenda: Grassetto: Risultato migliore, Corsivo: Mancate partecipazioni

## Dettaglio stagioni

### Mondiali

#### Fase finale
| Stagione | regular season | regular season | regular season | regular season | regular season | regular season | playoff | playoff | playoff | playoff | playoff | playoff      | playoff    |
|          | Vin            | Par            | Per            | Tot            | PF             | PS             | Vin     | Per     | Tot     | PF      | PS      | risultato    | avversaria |
| -------- | -------------- | -------------- | -------------- | -------------- | -------------- | -------------- | ------- | ------- | ------- | ------- | ------- | ------------ | ---------- |
| 2018     | 1              | 0              | 3              | 4              | 42             | 175            |         |         |         |         |         | Quarto posto |            |
| Totale   | 1              | 0              | 3              | 4              | 42             | 175            |         |         |         |         |         |              |            |

Fonte: americanfootballitalia.com

### Riepilogo partite disputate
| Anno           | Luogo  | Evento   | Fase del torneo | Incontro                    | Risultato |
| 14 giugno 2018 | Harbin | Mondiale | Girone          | Giappone - Corea del Sud    | 37 - 0    |
| 16 giugno 2018 | Harbin | Mondiale | Girone          | Messico - Corea del Sud     | 69 - 0    |
| 21 giugno 2018 | Harbin | Mondiale | Girone          | Cina - Corea del Sud        | 0 - 42    |
| 24 giugno 2018 | Harbin | Mondiale | Girone          | Stati Uniti - Corea del Sud | 69 - 0    |

## Confronti con le altre Nazionali
Questi sono i saldi della Cina nei confronti delle Nazionali incontrate.

### Saldo positivo
| Nazionale | Giocate | Vinte | Pareggiate | Perse | PF | PS | Ultima vittoria | Ultimo pari | Ultima sconfitta |
| --------- | ------- | ----- | ---------- | ----- | -- | -- | --------------- | ----------- | ---------------- |
| Cina      | 1       | 1     | 0          | 0     | 42 | 0  | 2018            | -           | -                |

### Saldo negativo
| Nazionale   | Giocate | Vinte | Pareggiate | Perse | PF | PS | Ultima vittoria | Ultimo pari | Ultima sconfitta |
| ----------- | ------- | ----- | ---------- | ----- | -- | -- | --------------- | ----------- | ---------------- |
| Giappone    | 1       | 0     | 0          | 1     | 0  | 37 | -               | -           | 2018             |
| Stati Uniti | 1       | 0     | 0          | 1     | 0  | 69 | -               | -           | 2018             |
| Messico     | 1       | 0     | 0          | 1     | 0  | 69 | -               | -           | 2018             |